# Детышев, Артём Александрович
Артём Александрович Детышев (род. 21 июля 1978) — российский спортсмен, член олимпийской сборной команды России по конькобежному спорту на Олимпиаде в Турине (15 место). 
Мастер спорта международного класса (конькобежный спорт). 
В сборной команде России с 1997 года. Депутат Думы г. Ангарска.

## Достижения
1999 Чемпионат России (многоборье) — серебро
2001 Чемпионат России на отдельных дистанциях: 10000 м — золото
2001 Чемпионат России на отдельных дистанциях: 5000 м — бронза
2002 Победитель предварительного этапа Кубка мира на дистанции 10 000 м дивизион Б (среди спортсменов не попавших в дивизион А)
2003 Чемпионат мира — 15-е место на 5000 м, официальный протокол сезон 2003-2004
2003 Чемпионат России (многоборье) — бронза
2005 Чемпионат России на отдельных дистанциях (олимпийский отбор): 5000 м — золото
2005 Чемпионат России на отдельных дистанциях (олимпийский отбор): 10000 м — серебро
2005 Кубок Мира — 14-е место 5000м
2006 Обладатель летнего Кубка России среди юношей на дистанции 5000 м
2007 Чемпионат России на отдельных дистанциях: 10000 м — бронза
2008 Чемпионат России на отдельных дистанциях: 10000 м — серебро
2008 Чемпионат России на отдельных дистанциях: 5000 м — бронза